# 맹그로브케이

맹그로브케이

맹그로브케이(영어: Mangrove Cay)는 바하마의 구로 안드로스섬에 위치한다.